# 江波停留場
江波停留場（えばていりゅうじょう、江波電停）は、広島市中区江波西一丁目にある広島電鉄江波線の停留場である。駅番号はE06。同線の終点である。

## 歴史
江波線の建設が開始されたのは太平洋戦争下の1943年（昭和18年）のことである。軍の要請により、江波地区に建設されていた三菱重工業の広島造船所への通勤輸送を目的として建設され、同年12月に舟入本町、翌年6月には舟入南町（現在の舟入南）まで路線が達した。しかしその翌年、1945年（昭和20年）8月6日に原爆が投下され、江波線をはじめ広島電鉄の市内線は不通となる。江波線は江波地区まで到達することなく終戦を迎えた。
路線が舟入南町から延長され、当停留場が開業するのは1954年（昭和29年）のことである。当時は江波口停留場（えばぐちていりゅうじょう）と称していた。江波停留場への改称時期については諸説ありはっきりしない。

### 年表
- 1954年（昭和29年）1月[1]：江波線の軌道が延長され、江波口停留場として開業[4][5]。
- 時期不詳[6]：江波停留場に改称。
- 1996年（平成8年）10月：駅番号「E6」を付与[7]。
- 2008年（平成20年）12月：舟入幸町停留場 - 当停留場間が公共車両優先システム（LRT優先制御）の実験区間に指定され、翌年3月までこの実験が行われる[8]。
- 2013年（平成25年）2月15日：9号線の運行が八丁堀から当停留場まで延長される。
- 2014年（平成26年）3月25日：停留場の改良工事が完了、上下ホームをかさ上げし下りホームには安全地帯が新設される[9]。併せて、江波終点交差点に電車優先信号を設置。
- 2025年（令和7年）8月3日：駅番号を「E06」へ変更[10]。

## 停留場構造
舟入通りの上に敷かれてきた江波線の併用軌道が通りから外れ、路地へと差し掛かったところにホームが設けられている。ホームは2面あり、2本の線路を挟み込むように向かい合って配置された相対式ホームである。停留場の先に江波車庫があって軌道はそのまま車庫の場内に続いており、車庫寄りにはシーサスポイントがある。
ホームは上下とも歩道と一体になっている。起点から見て線路の右側に土橋方面へ向かう上りホームが、左側に降車専用の下りホームがあり、このうち上りホームには屋根が架けられている。かつては歩道をそのままホームとして使用していたためにホーム高が低く、超低床車両であっても乗降口とホームとの間には段差が生じていた。また下りホームにはホームと呼べるような構造物もなく、電車の降車扉の位置に合わせて歩道に柵がない箇所があり、そこが降車口として機能するのみであった。これらの不便を解消し安全性を確保するため、2014年（平成26年）には停留場の改良工事がなされ、上下ホームの15センチメートルかさ上げと下りホームへの安全地帯設置が行われている。

### 運行系統
当停留場には広島電鉄で運行されている系統のうち、6号線、8号線、9号線が乗り入れる。このうち9号線の運行は従来白島線内で完結していたが、2013年（平成25年）に八丁堀から本線へ直通するようになり、当停留場まで運行が延長された。
| 上りホーム （土橋方面） | 6号線                 | （紙屋町経由）広島駅ゆき |
| 上りホーム （土橋方面） | 8号線                 | 横川駅ゆき               |
| 上りホーム （土橋方面） | 9号線                 | 白島ゆき                 |
| 下りホーム              | 6号線 · 8号線 · 9号線 | （降車専用）             |

## 利用状況
各年度の「移動等円滑化取組報告書（軌道停留場）」によると、近年の1日平均乗降人員は以下の通りである。
| 年度                | 1日平均 乗降人員 |
| ------------------- | ---------------- |
| 2019年（令和 元年） | 1,703            |
| 2020年（令和02年）  | 1,383            |
| 2021年（令和03年）  | 1,414            |
| 2022年（令和04年）  | 1,459            |
| 2023年（令和05年）  | 1,426            |
| 2024年（令和06年）  | 1,437            |

## 停留場周辺

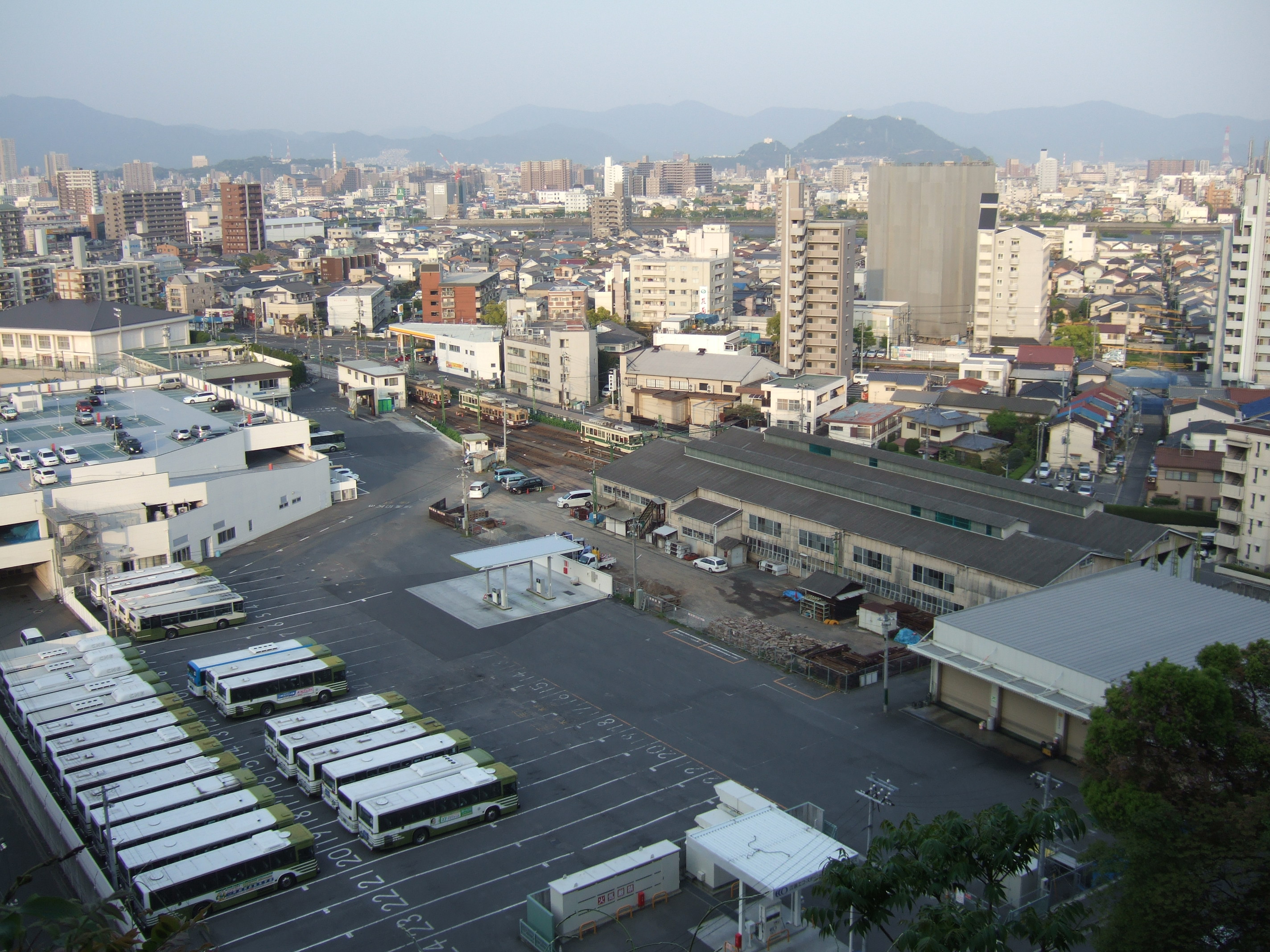
江波車庫（2010年）

停留場の南西には江波車庫があり、広島電鉄の電車と広電バスのバス車庫が併設されている。バス車庫の敷地内にはマックスバリュ江波店が店を構えている。江波線の当初の目的地である造船所は三菱重工業広島製作所江波工場として現存するが、南に1キロメートルほど離れている。開通当初より延伸が計画されているが現在に及んでも実現しておらず、工場まではバスに乗り換える必要がある。
- 広島県立広島商業高校
- 広島市立江波中学校
- 広島市江波山気象館

## バス路線
電停東側の舟入通り沿いに広電バスの「江波営業所」バス停がある。
江波営業所 バス停（南行き 江波三菱前方面）
- 6号線：江波南・江波三菱前・江波栄町方面

江波営業所 バス停（北行き 舟入方面）
- 6号線：加古町・市役所前方面

## 隣の停留場
広島電鉄
江波線
舟入南停留場 (E05) - 江波停留場 (E06)